# Cult of the Lamb
Cult of the Lamb es un juego de acción y aventuras y de mazmorras desarrollado por el desarrollador independiente Massive Monster y publicado por Devolver Digital . El juego se lanzó el 11 de agosto de 2022 para Windows, Nintendo Switch, PlayStation 4, PlayStation 5, Xbox One y Xbox Series X/S . En el juego, un cordero es salvado de la muerte por un deidad extraña llamada "El Que Espera", y debe pagar su deuda creando seguidores leales en su nombre mientras realiza una serie de cruzadas contra sus ejecutores.

## Desarrollo
Cult of the Lamb es desarrollado por Massive Monster, una desarrolladora de juegos independiente que también ha creado The Adventure Pals, Never Give Up y Unicycle Giraffe . Cult of the Lamb se anunció oficialmente en Gamescom en agosto de 2021 y se lanzó el 11 de agosto de 2022.

## Historia
El cordero al que tu controlas es el último de su especie que va a ser sacrificado por los obispos de la antigua fe los dominadores de las tierras de ese mundo. Al matarle un personaje casi divino que se denominaba El que Espera te ofrece un trato de tu vida a cambio de hacer una secta que represente sus ideales para hacer al cordero más fuerte y poder salvarlo. De repente llegas a un páramo de la foresta oscura que es la primera mazmorra del juego y aparece un ex sectario de El que Espera llamado Ratau que te guía, te enseña a manejar las armas y las maldiciones que funcionan con fervor que es un elixir rojo que aparece al derrotar a los enemigos, al llegar al final de la fase siempre hay un énemigo final esperando para retarte que a ser derrotado lo puedes convertir en tu adepto. Después de terminar esa primera fase nos damos cuenta que hay cuatro mazmorras una para cada obispo y que está en la última fase de cada mazmorra. Apareces en un descampado muy descuidado y es hay donde te dice Ratau que tienes que formar tu secta y en un círculo de piedra aparece el adepto que habías conseguido derrotando al enemigo final. Ahí mientras lo adoctrinas puedes cambiar su color su forma su nombre etc. Después Ratau te dice que tienes que construir un templo y un centro donde rezarte para aumentar tu devoción y conseguir nuevos edificios que construir en tu secta. En el templo puedes dar sermones desbloquear vellocinos o dar nuevas doctrinas.
Así puedes seguir avanzando por las mazmorras reclutando a adeptos para aumentar tu secta puedes encontrarte a amigos de Ratau para jugar a la matatena y conseguir piezas para desbloquear vellocinos o oro haciendo apuestas y también puedes desbloquear nuevos lugares en tu mapa particular a lgares donde se puede trasladar desde tu secta que en cada mazomrra se puede desbloquear un lugar nuevo como por ejemplo en la foresta oscura te encontraras con un señor pez que te nseñara un lugar llamado el pasaje del peregrino o Ratau cuando nos deja de ayudar nos enseña la cabaña solitaria donde se puede jugar a la matatena con sus amigos que también se desbloque uno por cada mazomrra y cada uno con más dificultad al llegar al fianl de esta mazmorra y en la cuarta fase y última te encuentras a Leshy el primer obispo celebrando un ritual que te da más poder para derrotarte al vencerle consigues su corazón con el que puedes conseguir uno de los poderes en el templo y también en el templo se puede conseguir mejorar tus armas, corazones, habilidades, maldiciones etc.  

## Jugabilidad
Cult of the Lamb gira en torno a un cordero poseído que debe formar un culto para apaciguar a la deidad que salvó su vida. A través de un sistema roguelike, el jugador debe aventurarse en cinco regiones para derrotar a los enemigos y hacer crecer sus seguidores. El mundo, generado aleatoriamente, contiene recursos que reunir, ventajas y armas que recoger, enemigos en forma de cultistas rivales y no creyentes contra los que luchar, y otros animales que rescatar; estos animales pueden ser adoctrinados en el culto del jugador. Tienen una apariencia que puede cambiarse y rasgos positivos y negativos, que pueden afectar a su forma de actuar en el culto o a su reacción ante las acciones del jugador en relación con el culto.
El jugador puede gestionar a sus seguidores en la aldea de su culto. A los seguidores se les pueden asignar tareas en la base como recoger recursos, construir estructuras, rendir culto, realizar rituales, enviarlos a ayudar al jugador en la batalla o sacrificarlos, lo que puede afectar a las habilidades del jugador y al propio culto. El jugador debe asegurarse de que las necesidades de sus seguidores están cubiertas realizando sermones y rituales para reforzar su fe, cocinando comida para que sobrevivan, proporcionándoles refugio y asegurándose de que la aldea está limpia y es higiénica. De lo contrario, los seguidores pueden volverse en contra del jugador, propagar la disidencia y acabar abandonando el culto con otros seguidores; para evitarlo, el jugador puede mantenerlos, darles regalos, reeducarlos o detenerlos en una picota hasta que dejen de disentir.
El juego añadió muchas actualizaciones que se informaba de ellas en el menu principal en una pestaña donde ponía "se vienen cositas" como añadir un modo cooperativo de dos jugadores con un personaje nuevo llamada la cabra que también se desbloqueo en el templo para ser el look principal del jugador, o también se desbloqueó el pecado que vino con muchos edificios o novedades como por ejemplo mejorar tu templo. También se podían construir la tasca, el refugio del revolcón que genera huevos que son nuevos adeptos que se tienen que incubar en la incubadora y cuando sale tiene que estar en la guardería. A lo largo de su existencia creó contenidos descargables como nuevas formas de adeptos o decoraciones que valían dinero como el heretic pack, cultist pack, pilgrim pack y sinful pack.
Otra gran actualización fue la introducción de una segunda parte de cuando derrotas a los cuatro obispos y al jefe final El que Espera un ser misterio aparece en la puerta de El que Espera diciendo que restaures lo que has roto y que acabes tu trabajo con los obispos. Al decirte esto se desbloquean otra vez todas la mazmorras y te las tienes que volver a pasar pero esta vez para poder acceder a ellas deberas sacrificar a adeptos de diferentes niveles.

## Recepción
Cult of the Lamb recibió críticas "generalmente favorables" de acuerdo a Metacritic. Gamespot calificó el juego con 9 sobre 10, definiendo el combate como "rápido, fluido y divertido", y también se sorprendió por la cantidad de personalización y elección del jugador que, a su vez, hace que el juego sea "muy rejugable".